# 仁和県
仁和県（じんわ-けん）は中華人民共和国浙江省杭州市にかつて存在した県。

## 歴史
922年（龍徳2年）、呉越により富陽県の長寿郷・安吉郷に設置された銭江県を前身とする。979年（太平興国4年）に北宋により仁和県と改称され、銭塘県と共に杭州の首県とされ、臨平・湯村・范浦・江漲橋の4鎮と9郷を管轄した。
南宋になると杭州への遷都が実施され、銭塘県及び仁和県は臨安府の首県とされた。銭塘県城内は6廂（左三廂、右二廂、右三廂、右四廂、城南左廂、城東廂）、37坊、城外には11郷44里が設置された。
元代に仁和県は杭州路の管轄、明代から清末にかけて杭州府の管轄に置かれ、杭州府の府治が設置されていた。1912年、銭塘県との統合が行われ杭県となった。

### 設置
979年（太平興国4年）、銭江県より仁和県に改称される。

### 廃止
1912年、銭塘県と統合され杭県と改編される。
| 前の行政区画 銭江県 | 浙江省の歴史的地名 979年 - 1912年 | 次の行政区画 杭県 |